# Oxyteleia
Oxyteleia (лат.) — род наездников из подсемейства Scelioninae (Scelionidae, или Platygastridae, по другим классификациям). Юго-Восточная Азия, около 10 видов.

## Описание
Мелкие наездники-сцелиониды. Oxyteleia можно определить по крупным голым глазам (из-за чего виски почти не видны), скутеллюм у некоторых видов с двумя латеральными шипами, и по отсутствию скафиона (передней частью мезоскутума; у близких родов Nyleta и Merriwa он имеется); нотаули развиты; проподеум невооружённый. Жвалы 3-зубчатые. Усики 12-члениковые и у самок и у самцов. Формула голенных шпор 1-1-1. Брюшко вытянутое, плоское.

## Систематика
Около 10 видов. Маснер (1976) поместил Oxyteleia в трибу Psilanteridini подсемейства Scelioninae. В молекулярном 4-генном анализе Chen et al. (2021) Oxyteleia был сгруппирован с Amblyscelio и Dichoteleas.
- Oxyteleia aenea  (Ashmead, 1894)
- Oxyteleia albipes  (Kieffer, 1914)
- Oxyteleia bidentata  (Kieffer, 1905)
- Oxyteleia nitida  (Kieffer, 1914)
- Oxyteleia panchganii  (Mani, 1975)
- Oxyteleia punctata  (Ashmead, 1894)
- Oxyteleia subdentata  (Kieffer, 1905)
- Oxyteleia variipennis  (Kieffer, 1916)